# دیکل
دیکل (به آلمانی: Dickel) یک شهر  در آلمان است که در دیفولتس واقع شده‌است. دیکل ۵۱۷ نفر جمعیت دارد.